# Marcelo Faria
Marcelo Achcar de Faria (Rio de Janeiro, 15 de novembro de 1971) é um ator e produtor brasileiro. 
Filho do também ator Reginaldo Faria e da psicanalista Katia Achcar.

## Biografia
Estreou na TV com uma participação na minissérie A Máfia no Brasil, protagonizada por seu pai, Reginaldo Faria, no papel do filho de um mafioso.
Depois, só voltaria à telinha, em 1989, em um papel mais relevante, na novela Top Model, grande sucesso de Walther Negrão e Antônio Calmon. Porém, a fama e o reconhecimento só vieram em 1994, com sua interpretação em Quatro por Quatro, como Ralado.
Em 1997, viveu o trapezista Ivan na novela O Amor Está no Ar e, em 1998, faria par romântico com a atriz Fernanda Rodrigues, em Corpo Dourado. Coincidentemente, em sua próxima novela, Vila Madalena (onde interpretou o motoboy Cachorro Louco), os atores voltariam a formar um casal na telinha.
Em 2003, viveu o bombeiro Vladimir Coimbra na novela Celebridade. Na trama, seu personagem acabava por ficar famoso, estampando diversas capas de revistas, o que ocasiona a repulsa do quartel de bombeiros que abomina esse tipo de exposição, e o expulsa. Destaque, para o casal formado por ele e Deborah Secco, que na vida real chegaram a viver um affair.
Em 2005, esteve no estrondoso sucesso das seis, Alma Gêmea, como o atrapalhado garçom Jorge.
Em 2008, mais uma vez foi destaque numa produção global. Em Beleza Pura, despontou como o humilde pedreiro Robson, que fica rico após a morte do primo Olavo - curiosamente, interpretado por seu pai, Reginaldo Faria. Na novela, Marcelo formou casal com a atriz Ísis Valverde. Os dois foram apontados como um dos principais fatores que seguraram a audiência do folhetim, tamanha a química do casal, que foi para a vida real: eles chegaram a namorar por um tempo.
Atualmente, mora no Rio de Janeiro e atuou na novela Escrito nas Estrelas, em um dos principais papéis. Marcelo foi casado com a atriz Camila Luciolla, em 16 de Fevereiro de 2011 nasce a 1° filha do casal, Felipa.
Nos últimos dois anos viajou por todo o Brasil com a peça teatral Dona Flor e Seus Dois Maridos, como Vadinho e transformado em filme, estreando em 2017.
Em 2014 volta a TV em Malhação, na pele do grande vilão Lobão, tendo seu desempenho muito elogiado pela critica. Em 2016 integra o elenco da novela Sol Nascente.

### Vida pessoal
Marcelo já namorou com as atrizes Deborah Secco, Juliana Knust, Luana Carvalho, Ísis Valverde e Fernanda Vasconcellos. Entre 2009 e 2012, ele foi casado com a bailarina Camila Lucciola, com quem teve uma filha, Felipa.
Polêmicas
Em 18 de julho de 2012, o ator se envolveu em uma briga com um segurança de uma casa de shows do Rio de Janeiro.  Em agosto de 2012, Faria chegou a um acordo para indenizar o rapaz em R$ 19 mil. Em 2010, ele teria tido uma briga de trânsito após uma batida, em que o motorista chutou seu carro todo porque Marcelo se recusou em descer do carro.

## Filmografia

### Televisão
| Ano     | Título                             | Personagem                            | Nota                                                      | Emissora     | Ref.  |
| ------- | ---------------------------------- | ------------------------------------- | --------------------------------------------------------- | ------------ | ----- |
| 2023    | Reis                               | Joabe                                 | Temporada: "A Consequência"                               | RecordTV     | [ 7 ] |
| 2022    | Dates, Likes & Ladrilhos           | Rafael                                | Episódio: "Laís"–"Rafael"                                 | Canal Brasil | [ 8 ] |
| 2019    | Bom Sucesso                        | Elias Rodrigues / Raimundo            | Episódios: "12–25 de dezembro"                            | TV Globo     |       |
| 2018    | Espelho da Vida                    | Ele mesmo                             | Episódio: "25 de setembro"                                | TV Globo     |       |
| 2018    | Orgulho e Paixão                   | Aurélio Cavalcante                    |                                                           | TV Globo     |       |
| 2017    | Cidade Proibida                    | Ivan Cândido Passos                   | Episódio: "Caso Glória"                                   | TV Globo     |       |
| 2016    | Sol Nascente                       | Felipe Robledo                        |                                                           | TV Globo     |       |
| 2014–15 | Amor Veríssimo                     | Vários Personagens                    |                                                           | TV Globo     |       |
| 2014–15 | Malhação Sonhos                    | Jorge Lobo (Lobão)                    |                                                           | TV Globo     |       |
| 2012    | Amor Eterno Amor                   | Kleber Gonçalves                      |                                                           | TV Globo     |       |
| 2010    | Escrito nas Estrelas               | Dr. Guilherme Sampaio                 |                                                           | TV Globo     |       |
| 2009    | Paraíso                            | Eleutério Ferrabraz (jovem)           | Episódios: "16–17 de março"                               | TV Globo     |       |
| 2008    | Episódio Especial                  | Ele mesmo                             | Episódio: "2 de agosto"                                   | TV Globo     |       |
| 2008    | Beleza Pura                        | Robson Silveira Pederneiras           |                                                           | TV Globo     |       |
| 2007    | Amazônia, de Galvez a Chico Mendes | Romildo Teixeira                      |                                                           | TV Globo     |       |
| 2005    | Alma Gêmea                         | Jorge Pontes                          |                                                           | TV Globo     |       |
| 2004    | Quem Vai Ficar com Mário?          | Salgado Junqueira (Sal / Salgadinho)  |                                                           | TV Globo     |       |
| 2004    | Sob Nova Direção                   | Henrique                              | Episódios: "Se Colar, Colou" e "De Volta Para o Presente" | TV Globo     |       |
| 2003    | Celebridade                        | Vladimir Coimbra                      |                                                           | TV Globo     |       |
| 2001    | Sítio do Picapau Amarelo           | Ali Baba                              | Episódio: "Festa do Faz de Conta"                         | TV Globo     |       |
| 2000    | Sai de Baixo                       | Lima                                  | Episódio: "2001: Uma Epopéia no Arouche"                  | TV Globo     |       |
| 2000    | Uga Uga                            | Amon Rá Pomeranz (Ramon)              |                                                           | TV Globo     |       |
| 1999    | Dartagnan e os Três Mosqueteiros   | Dartagnan Chermont                    | Especial de fim de ano                                    | TV Globo     |       |
| 1999    | Você Decide                        |                                       | Episódio: "Mulher de Amigo"                               | TV Globo     |       |
| 1999    | Vila Madalena                      | José Xavier (Zezito / Cachorro Louco) |                                                           | TV Globo     |       |
| 1998    | Corpo Dourado                      | Gustavo Moreira de Barros (Guto)      |                                                           | TV Globo     |       |
| 1997    | O Amor Está no Ar                  | Ivan Guimarães Ribeiro                |                                                           | TV Globo     |       |
| 1996    | O Fim do Mundo                     | Matheus Rocha Fonseca (Maninho)       |                                                           | TV Globo     |       |
| 1994    | Quatro por Quatro                  | Gustavo Rossine Júnior (Ralado)       |                                                           | TV Globo     |       |
| 1994    | Você Decide                        |                                       | Episódio: "A Missão"                                      | TV Globo     |       |
| 1992    | De Corpo e Alma                    | José Alberto Gudes (Beto)             |                                                           | TV Globo     |       |
| 1992    | As Noivas de Copacabana            | Cláudio Ventura Alves                 |                                                           | TV Globo     |       |
| 1990    | Lua Cheia de Amor                  | Hugo Ricardo de Castro                |                                                           | TV Globo     |       |
| 1989    | Top Model                          | Elvis Presley Kundera                 |                                                           | TV Globo     |       |
| 1984    | A Máfia do Brasil                  | Paulo Médici                          |                                                           | TV Globo     |       |
| 1981    | Baila Comigo                       | Garoto no Parque                      | Figuração                                                 | TV Globo     |       |
| 1980    | Água Viva                          | Garoto na festinha de Maria Helena    | Figuração                                                 | TV Globo     |       |

### Cinema
| Ano  | Título                                       | Personagem                    |
| ---- | -------------------------------------------- | ----------------------------- |
| 2017 | Dona Flor e Seus Dois Maridos                | Valdomiro Guimarães (Vadinho) |
| 2017 | Doidas e Santas                              | Orlando                       |
| 2015 | Ninguém Ama Ninguém... Por Mais de Dois Anos | Asdrúbal                      |
| 2013 | O Carteiro                                   | Delegado Daniel               |
| 2004 | O Diabo a Quatro                             | Paulo Roberto                 |

## Teatro
- Dartagnan e os Três Mosqueteiros ... Athos[11]
- Dona Flor e seus dois maridos (2008) ... Vadinho
- Ninguém Ama Ninguém... Por Mais De Dois Anos (2010) ... Asdrúbal[12]
- O Cravo e a Rosa (2025) Julião Petruchio